# La Boyera

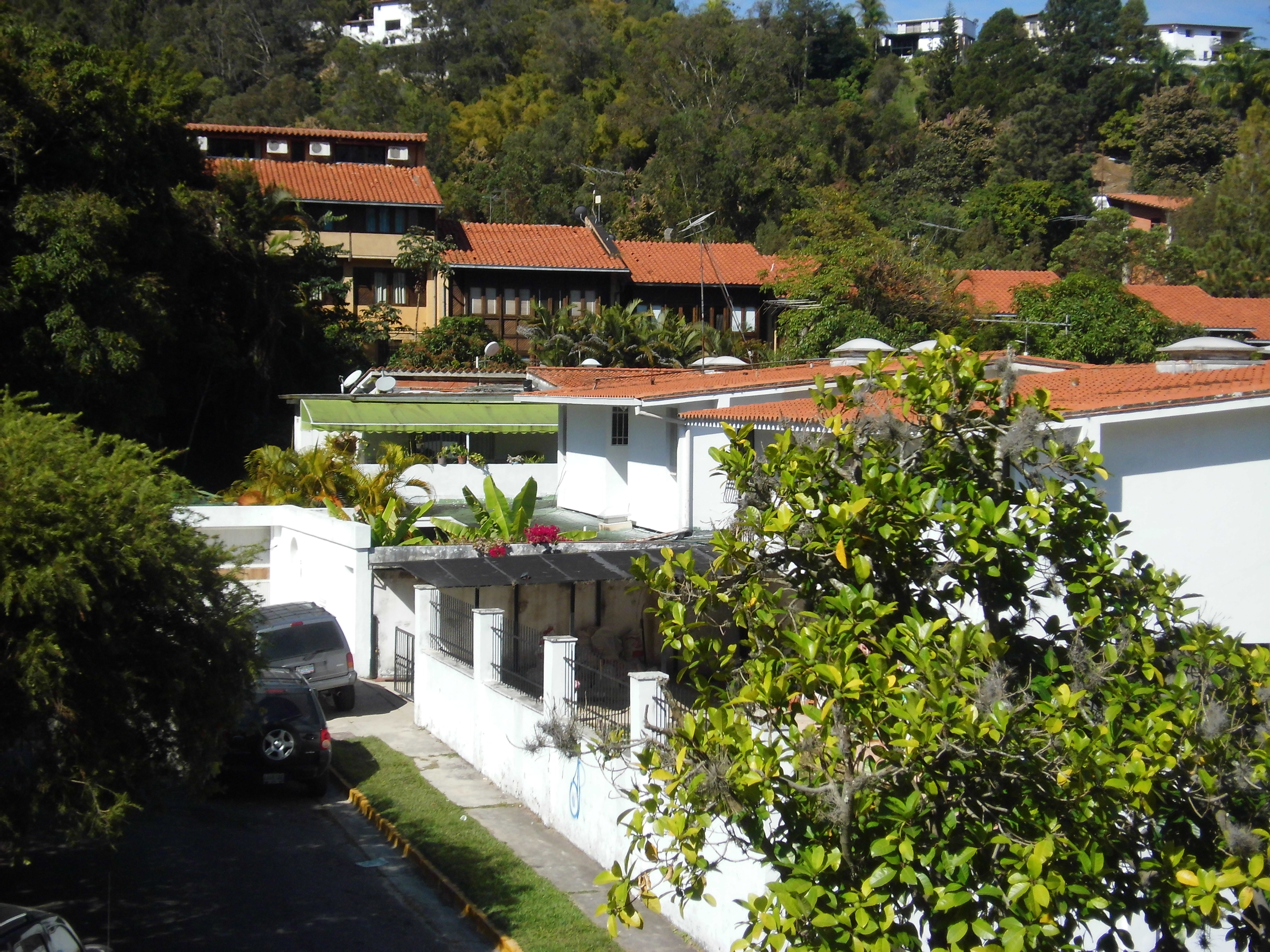
Vista panorámica de vivienda unifamiliares en la urbanización La Boyera

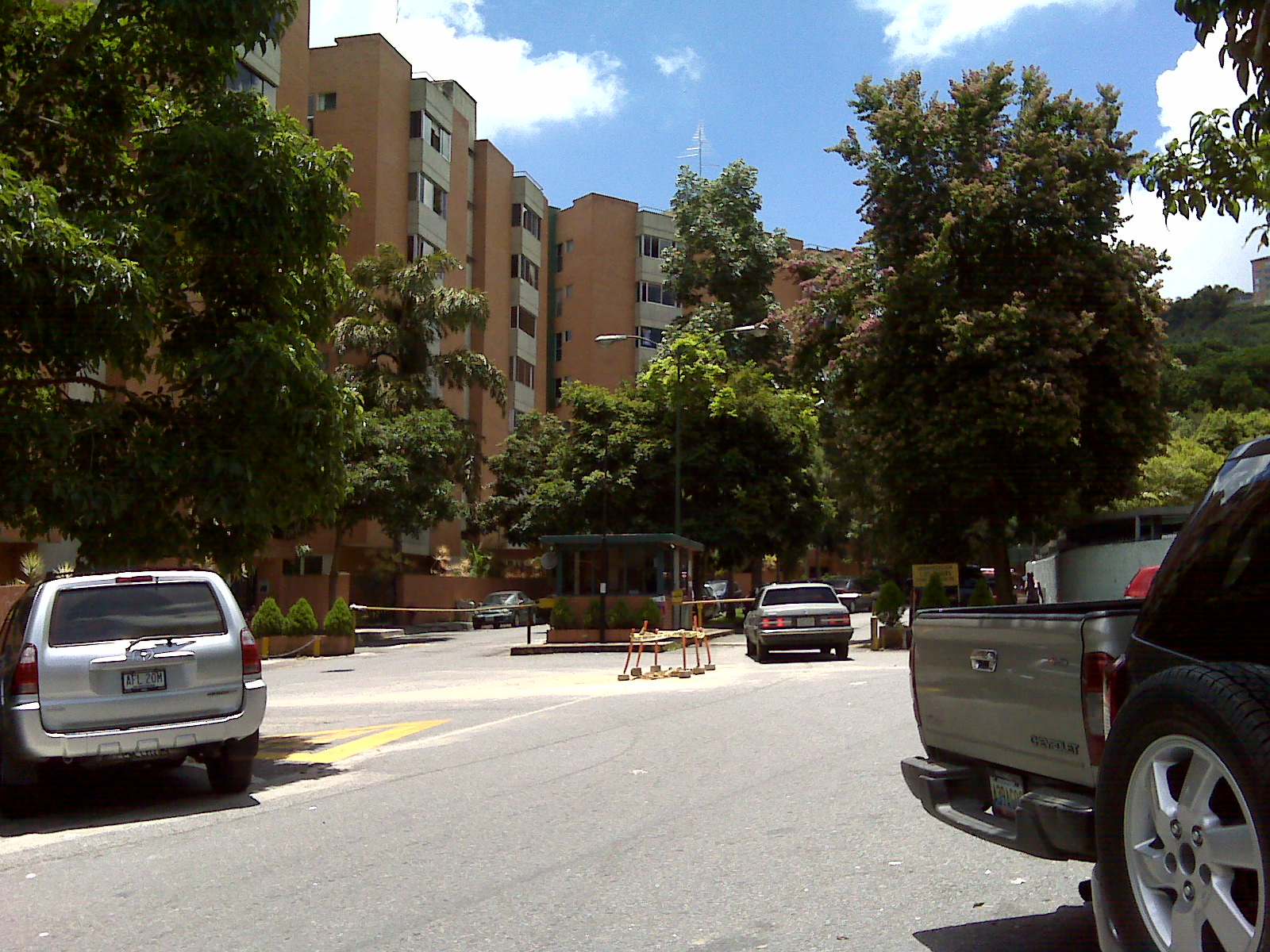
Edificios plurifamiliares en la urbanización Los Pinos

La Boyera es una de las comunidades que constituye al municipio El Hatillo del estado Miranda en Venezuela, se ubica al pie del Cerro El Volcán. Su proceso de urbanización se inicia en los años de 1960. A la comunidad se accede por la avenida Intercomunal La Trinidad - El Hatillo la cual se localiza a la mitad del recorrido de dicha Intercomunal (10°25'32"N   66°50'28"O). La comunidad está conformada por las urbanizaciones La Boyera, El Cigarral, Los Pinos, La cabaña y Los Geranios. 

## Ecología y Geografía

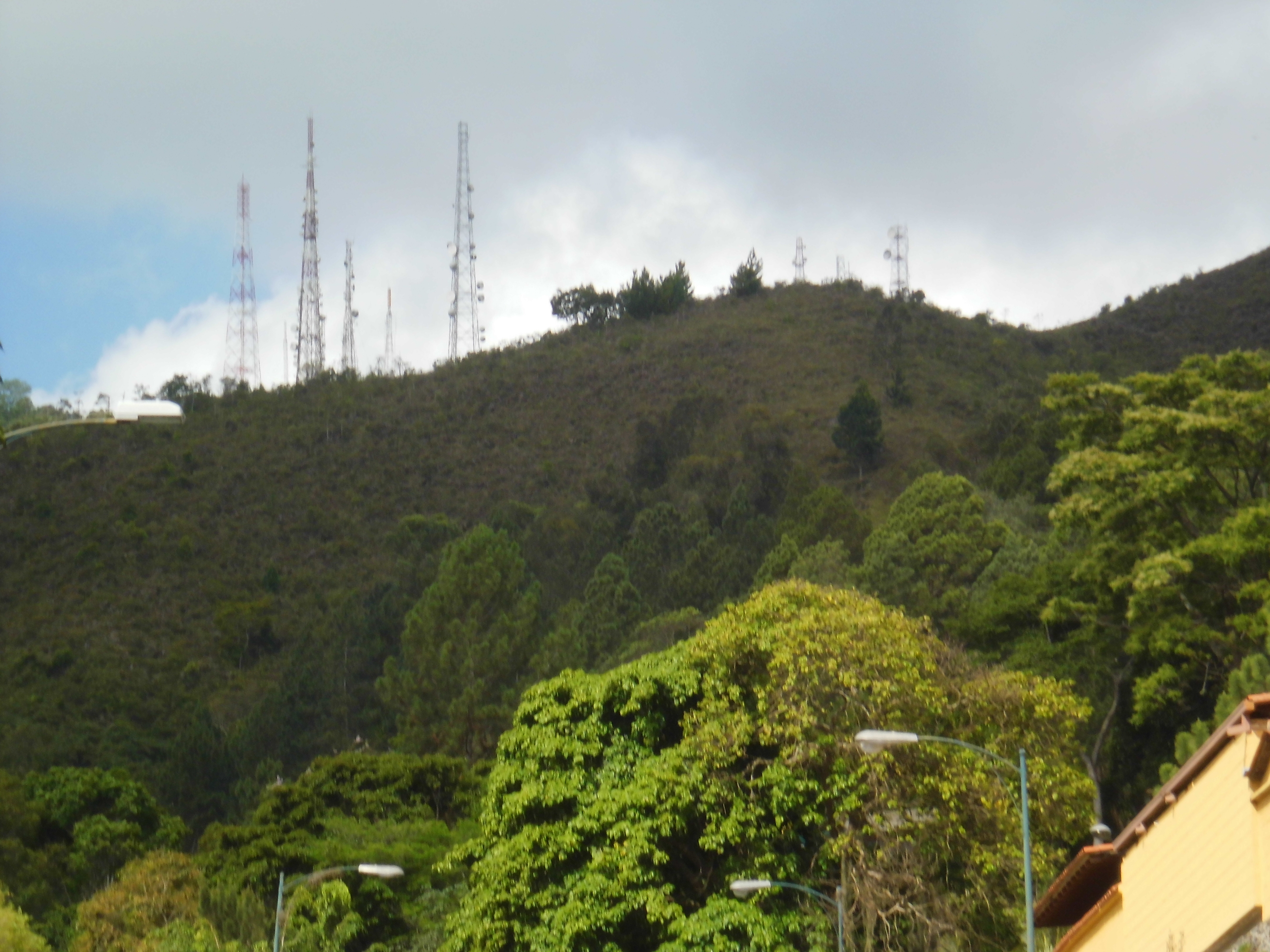
Cerro El Volcán

### Clima

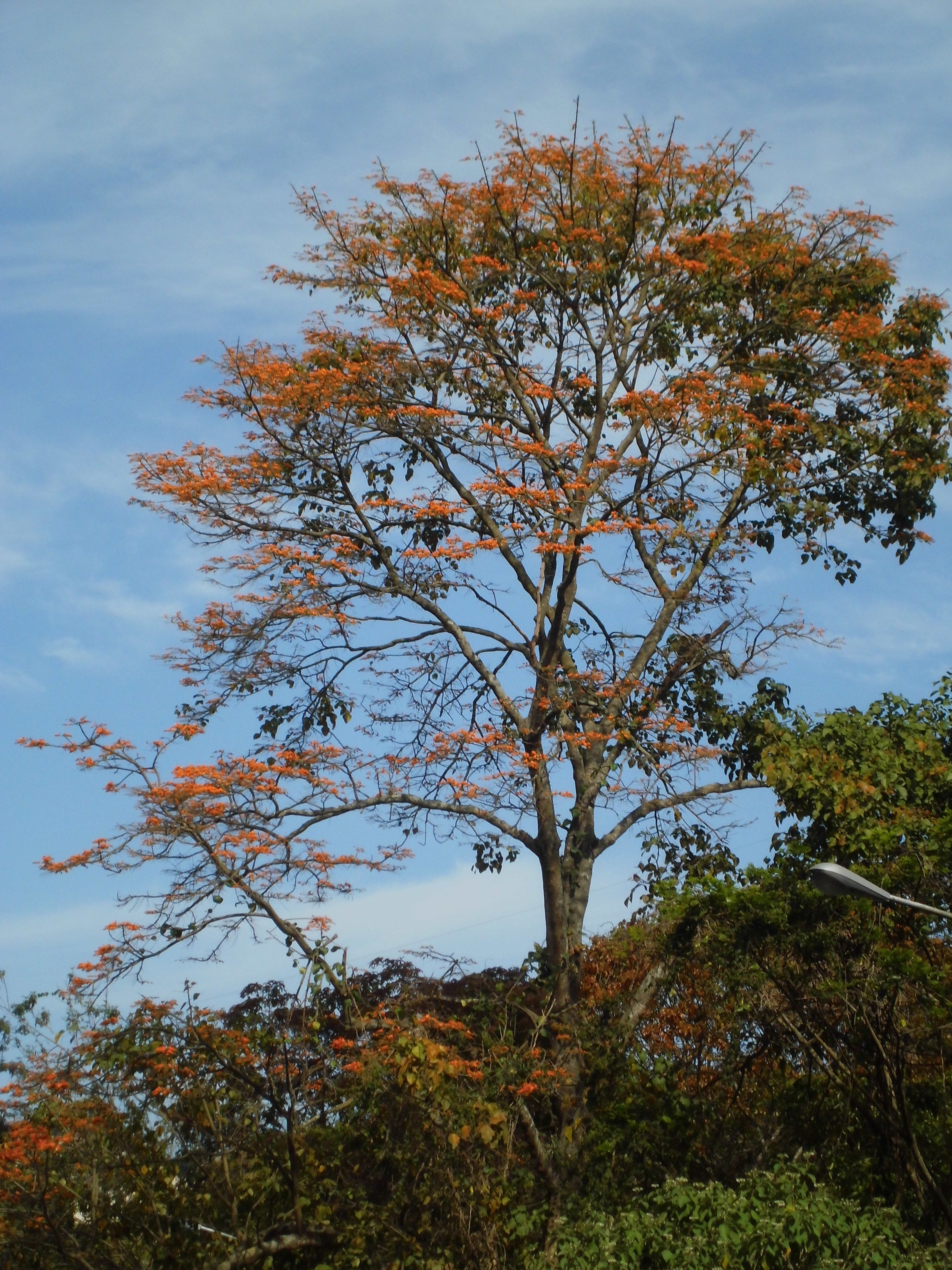
Bucare (Erythrina poeppigiana) sobre el cusro de la quebrada La Boyera

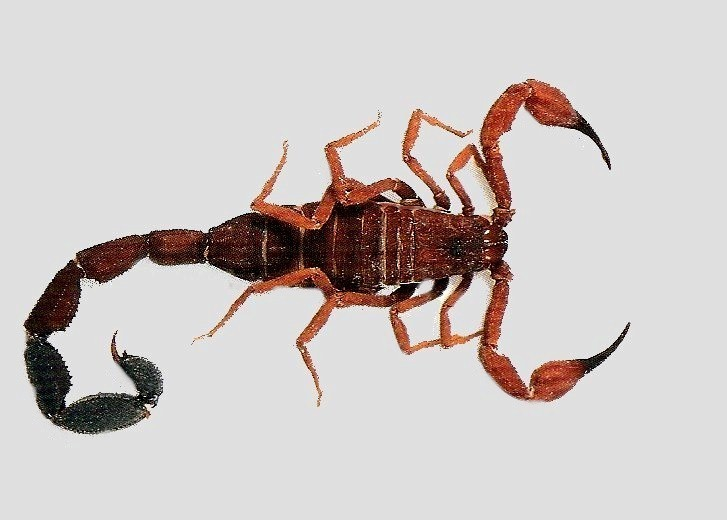
Tityus discrepans peligro escorpión típico de la fauna de La Boyera

La comunidad se caracteriza por estar en una región de clima lluvioso con una media anual de 1000 mm., una temperatura media anual de 21 °C. y con mucha frecuencia se observa la presencia de neblina. Los vientos son predominantemente los alisios del norte. El periodo lluvioso comienza a finales del mes de abril y se prolonga hasta noviembre, mientras que la estación seca transcurre desde el mes de diciembre a finales de abril, coincidiendo con los periodos estacionales de la ciudad de Caracas.

### Hidrografía
El principal cuerpo de agua de la comunidad es la quebrada La Boyera la cual nace en la vertiente este del cerro el Cerro El Volcán y desemboca en la quebrada La Guairita dicha quebrad en su sector medio recibe las aguas de las quebradas Alto Hatillo y La Cabaña en su sector bajo recibe las aguas de la quebrada Sorocaima.

### Relieve
La Boyera se localiza en un valle que se forma entre el cerro el Volcán y el cerro de alto Hatillo, el mismo se localiza en la zona central del ramal interior de la cordillera de la costa de Venezuela. El punto más alto de dicho valle se ubica en Cerro El Volcán a 1490 m s. n. m., esta el valle donde localiza La Boyera a unos 1150 m s. n. m. Geológicacamente La Boyera es parte de la Formación Las Brisas del Jurásico tardío

### Vegetación
La vegetación de La Boyera está constituida por densos bosques de grandes árboles. Entre las especies de la flora silvestre de la zona destacan:  eucalipto, yagrumo, yarumo macho, bucare, apamate, araguaney, caobo, ceiba, Jabillo, cuji, samán, bambú, riqui riqui, uña de danta, indio desnudo, palmas y arnica. También hay cultivos de árboles frutales como mango, naranja, mandarina, guayaba, pomarosa, aguacate, guama y cambúr.

### Fauna
En las áreas montañosas de la quebrada pueden observarse mamíferos como el rabipelado (Didelphis marsupialis) ata espinosa (Proechimys sp.), la ardilla (Sciurus granatensis), cachicamo montañero (Dasypus novemcinctus), puercoespín (Coendou prehensilis) y la pereza (Bradypus tridactylus). Adicionalmente en la noche es común observar murciélagos entre los que destacan el murciélago de listas (Saccopteryx bilineata), murciélago frugívoro común (Artibeus jamaicensis), vampiro común (Desmodus rotundus)  y murciélago casero (Molossus molossus).
En La Boyera como en todo el municipio El Hatillo puede observarse un gran número de aves. Entre las especies más comúnmente observadas en aérea de la quebrada la Boyera se encuentran: caricare sabanero, gavilán habado, gavilán teje, oripopo, lechuzón orejudo, guacharaca, maracaná, arrendajo, carpintero habado, pavita hormiguera,  mielero verde, azulejo de palmera, pitirre chicharrero, tángara cabeza de lacre, tángara pintada, querrequerre,  curruñatá azulejo, sorocuá acollado, colibrí mango pechinegro, amazilia bronceada coliazul, conoto negro y paraulata negra.
Un elemento de la fauna de la zona que merece atención por su importancia médica es la escorpiofauna donde dos especies destacan por sus altas densidades poblacionales el inofensivo Broteochactas gollmeri y el responsable de los principales accidentes en el área y muy venenoso Tityus discrepans.

## Arquitectura

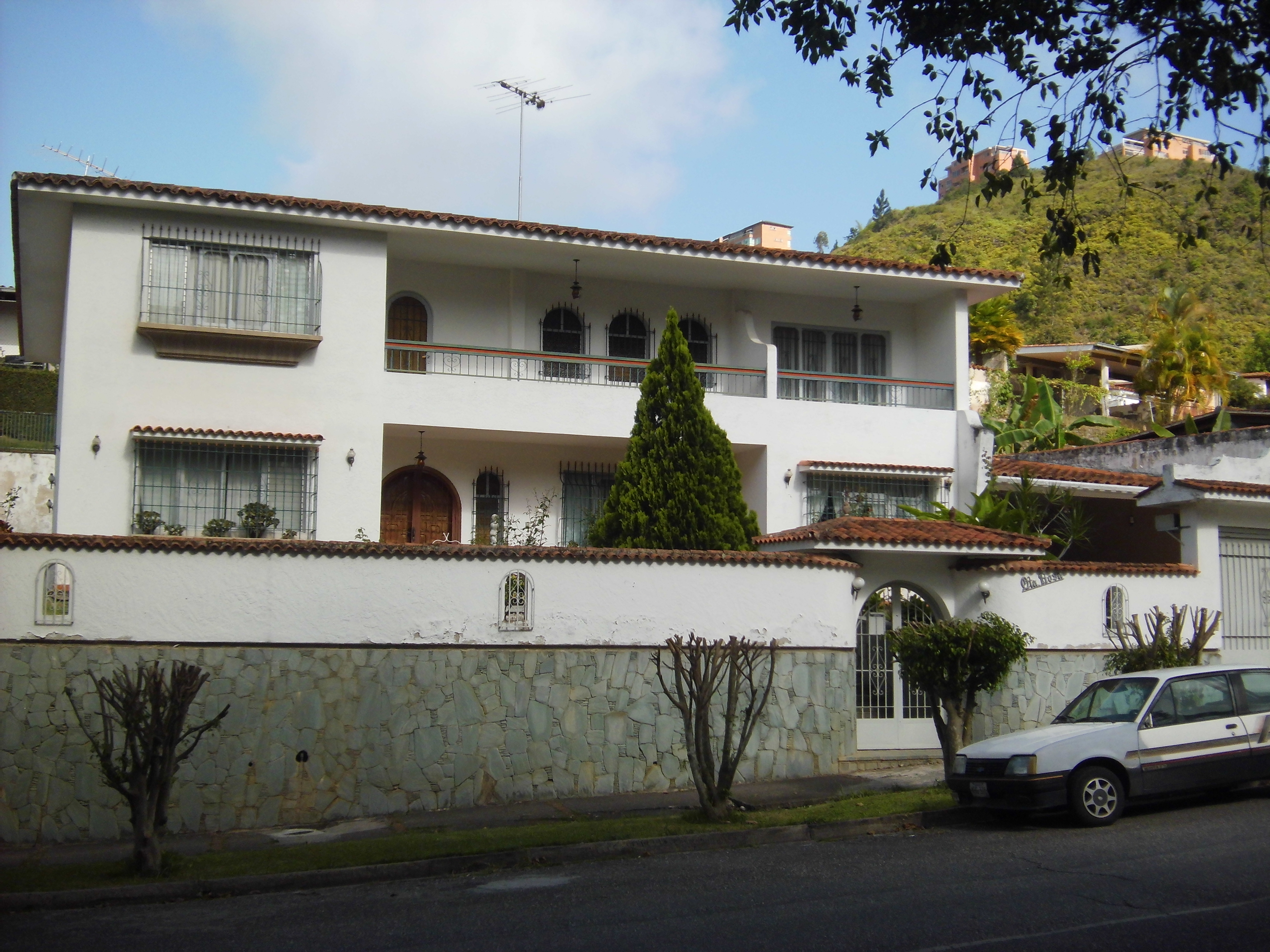
Típica casa de La Boyera

La arquitectura de la urbanización está constituida por viviendas unifamiliares de estilo colonial con techos de tejas de arcilla como también viviendas de diseño más contemporáneo. En sus sectores Noroeste y este, cercanos a la avenida intercomunal La Trinidad – El Hatillo se encuentra edificios de vivienda multifamiliar.
Entre las edificaciones más representativas de la comunidad están la Iglesia la Anunciación del Señor, El Centros Comercial Los Geranios, Centro Comercial la Boyera, Centro Comercial Plaza La Boyera, el Polideportivo la Boyera el cual constituye durante los procesos electorales venezolanos unos de centros de votación más grandes del municipio, entre puntos de interés destaca la Gruta en honor a su santidad El papa Juan Pablo II.

## Sitios de interés

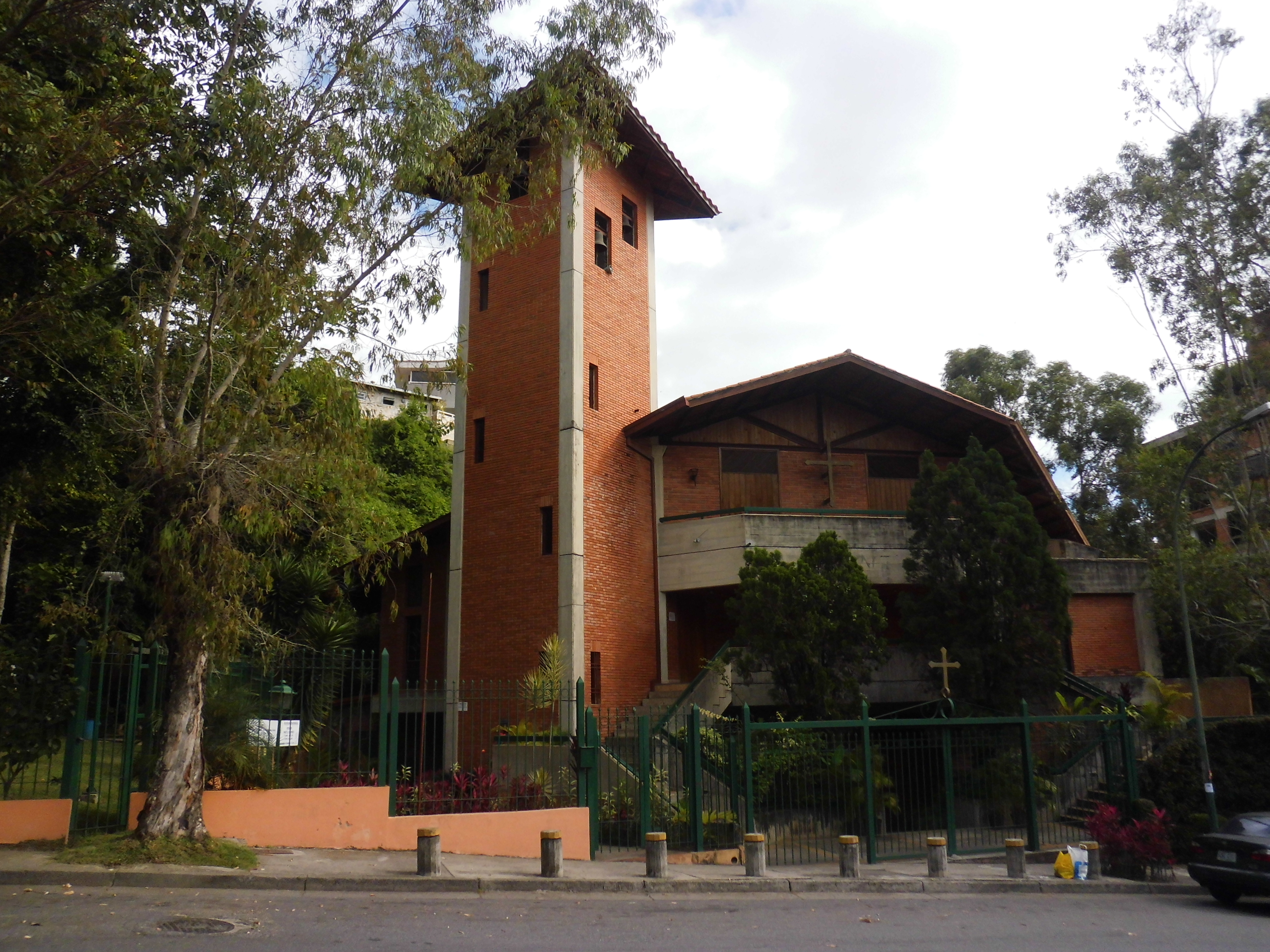
Iglesia de La Anunciación del Señor

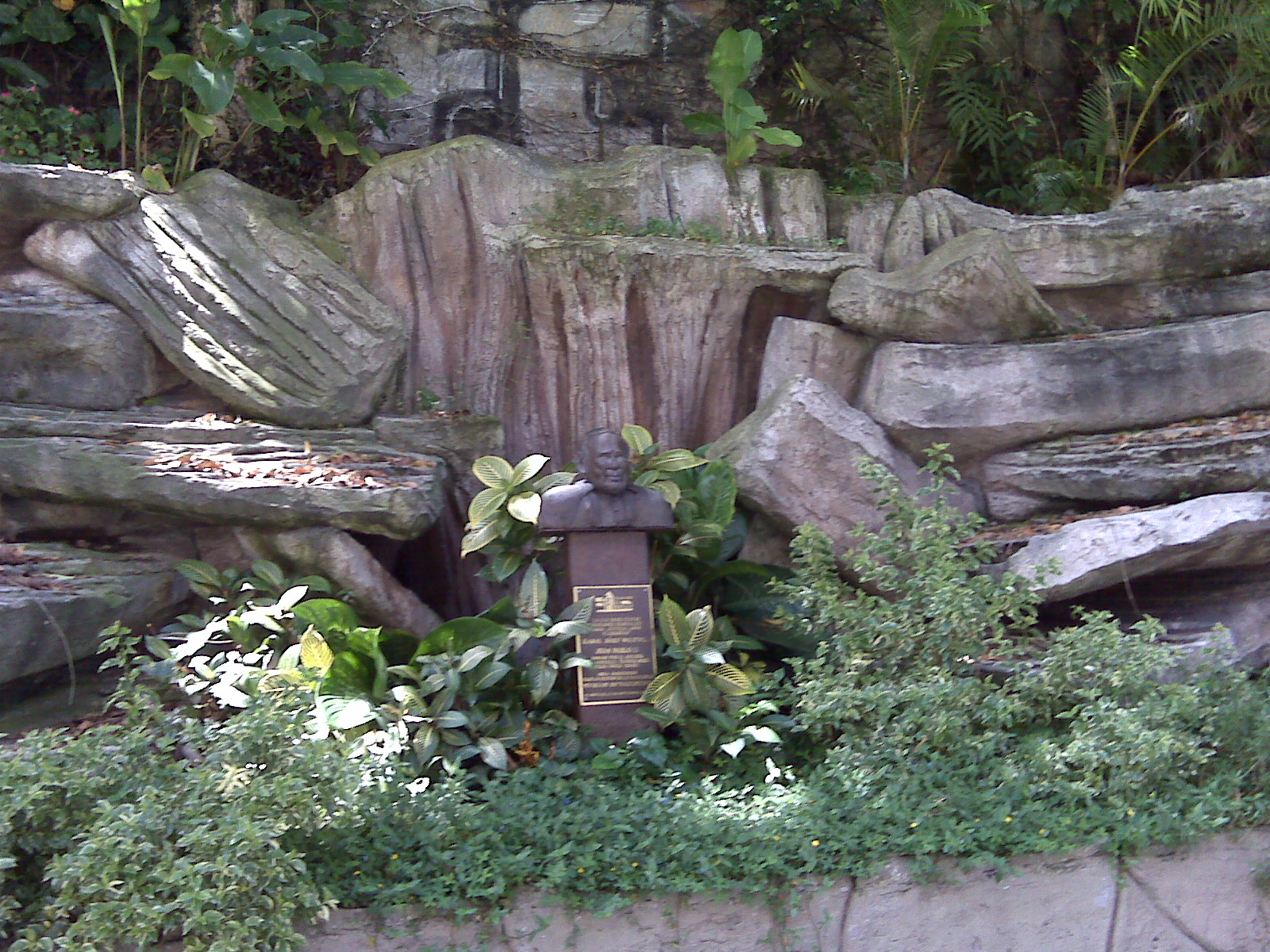
Gruta de Juan Pablo II

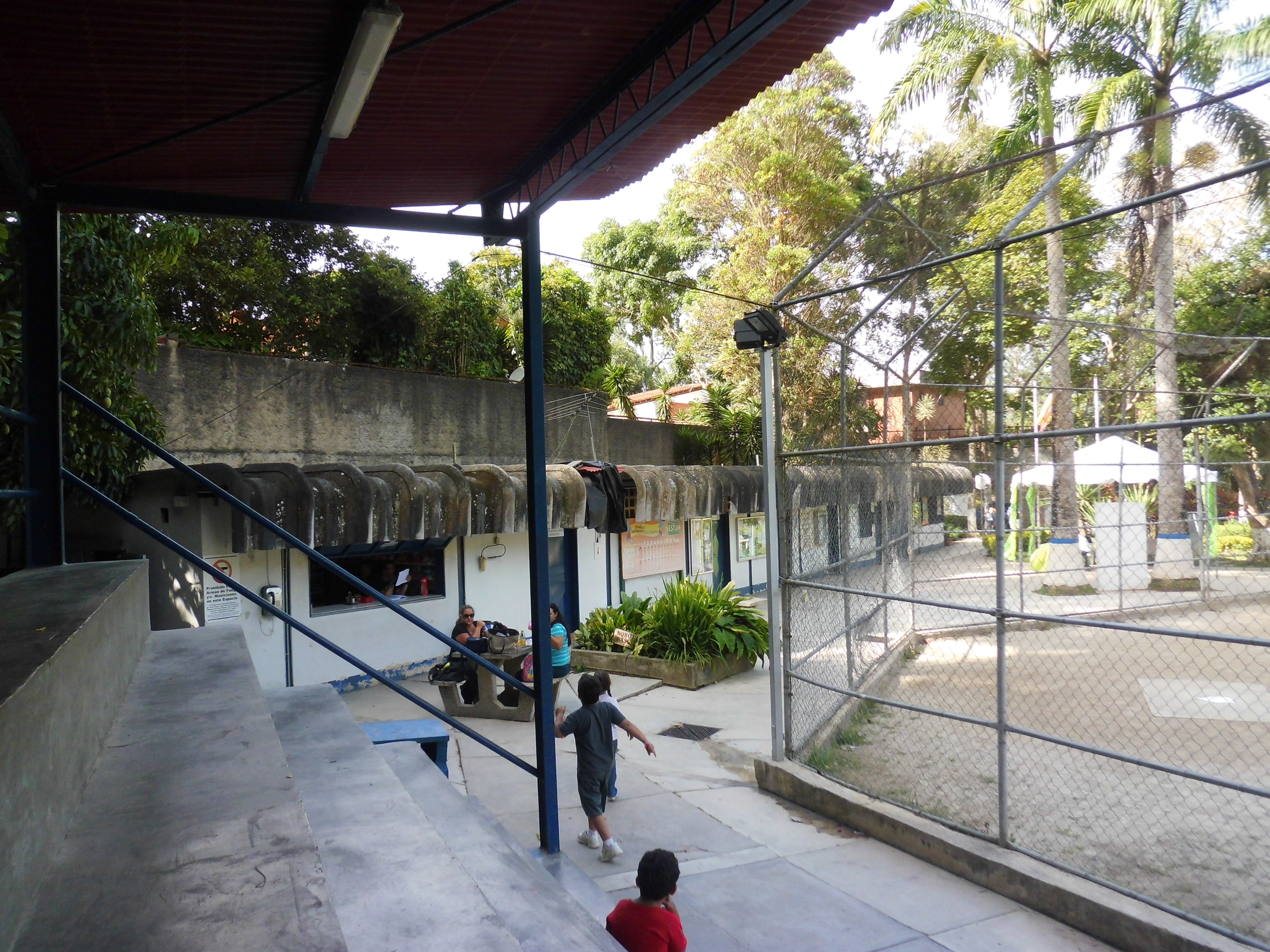
Polideportivo La Boyera

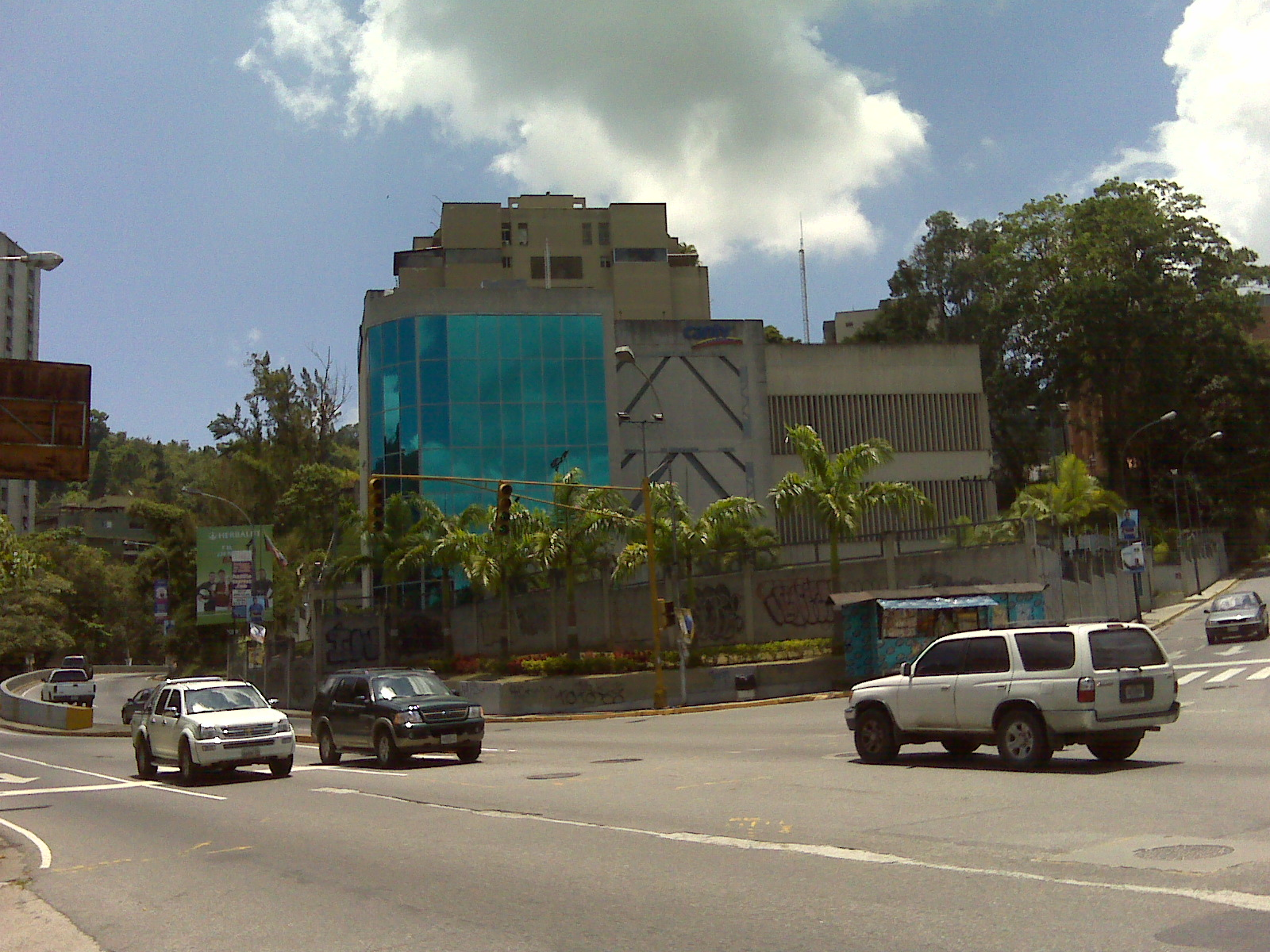
Edificio CANTV en Los Pinos 2

### La Anunciación del Señor
La iglesia La Anunciación del Señor se localiza en la urbanización La Boyera en la avenida 1 con calle 4, pose una capacidad para una 300 personas. Esta congregación fue ue fundada por el Padre Policarpo Krautle y la iglesia fue inaugurada el 29 de abril de 1984 por el Emmo. Cardenal  José Ali Lebrum.  Han sido párrocos de esta iglesia el Padre Policarpo Krautle,  Monseñor Luis Armando Tineo Rivera, el Padre Omar Yánez Cordovas, actualmente el párroco es el Padre Honegger Molina García, quien también es vicario episcopal para los Medios de Comunicación de la Arquidiócesis de Caracas. Es periodista y profesor universitario en la UCAB.
La iglesia como tal es una edificación moderna la cual consta de una sola nave con techo a dos aguas y en el sector frontal izquierdo presenta una torre, además cuenta con un sótano donde esta el despacho parroquial y un jardín.

### Gruta del Papa Juan Pablo II
Gruta o monumento al Papa Juan Pablo II  está localizado en la intercomunal La Trinidad – El Hatillo, entre la entrada de la avenida 2 de la urbanización La Boyera y la primera entrada a la urbanización Los Pinos.  El busto del Beato Papa Juan Pablo II fue realizado por el artista Jorge González y de fecha 2007. El monumento fue inaugurado el 21 de septiembre de 2011  por la alcaldesa Myriam Do Nascimiento.

### Petroglifos de piedras pintadas de La Boyera
Es un sitio arqueológico el cual formaba parte de un conjunto de cuatro petroglifos de la época prehispánica de zona, en ala actualidad el único que permanece en pie se encuentra en un pequeño mirador protegido por una cerca a la entrada del liceo Los Arcos. Se trata de una aglomeración de piedras calizas de gran formato agrupada en un montículo el cual presentra un diámetro aproximado de 20m². En el sitio se encuentra piedras diseminadas de talla mediana, todas con grabados de diversos motivos, tanto antropomorfos como zoomorfos. Entre ellos destacan, en el grupo principal, los llamados "El alacrán, las piedras de las caritas y el sol llorando". Los primeros estudios en torno al origen y ubicación de estos petroglifos fueron realizados por Luis Oramas hacia 1930, posteriormente entre los años de 1940 y 1950 fueron estudiados también por J.M. Cruxent.

### Polideportivo La Boyera
El polideportivo La Boyera se localiza en la avenida 3 de la urbanización La Boyera, se le inauguró a finales de la década de los años 70 del siglo XX el mismo está conformado por un campo de béisbol, canchas de tenis techadas y no techadas, canchas de basket, cuenta entre sus servicios con caminarías, e instalaciones para el dictado cursos. Adicionalmente también es principal centro de votación de la comunidad de La Boyera durante procesos electorales.

## Economía
La comunidad de la Boyera caracteriza por ser un área residencial, la actividad económica de la zona se manifiesta en los cuatro centros comerciales existentes los cuales son, Centro Comercial Los Geranios, Centro Plaza La Boyera,  Centro Comercial La Boyera y Gama Espress La Boyera.  Adicionalmente en el sector de Los Pinos se halla otros importantes servicios con son: restaurantes, talleres mecánicos, cadenas de comida rápida y Oficinas de CANTV,  es de hacer que notar que en este sector también existen importantes áreas destinada a la siembra de hortalizas.

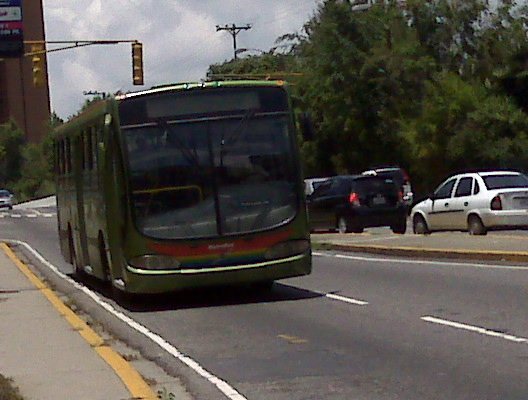
Sistema de transporte MetroBus ruta 202

## Vialidad y transporte
A La Boyera solo es posible llegar por medio de la Intercomunal La Trinidad El Hatillo, lo que constituye unos de los grandes problemas de la zona ya que a las horas pico de tránsito la vía se congestiona o en los momentos que ha ocurrido daños a la vialidad como cuando han ocurrido rupturas de tuberías de suministro de agua potable
En relación con el transporte público el mismo se realiza por concesión a una línea de transporte privado y el servicio de Ruta  202 del Metrobús – BusCaracas, inaugurada el 14 de septiembre de 1997 la cual opera desde Altamira a La Lagunita y la cual trabaja de lunes a viernes de 5:30 a. m. a 11:00 p. m.